# Riki Raab

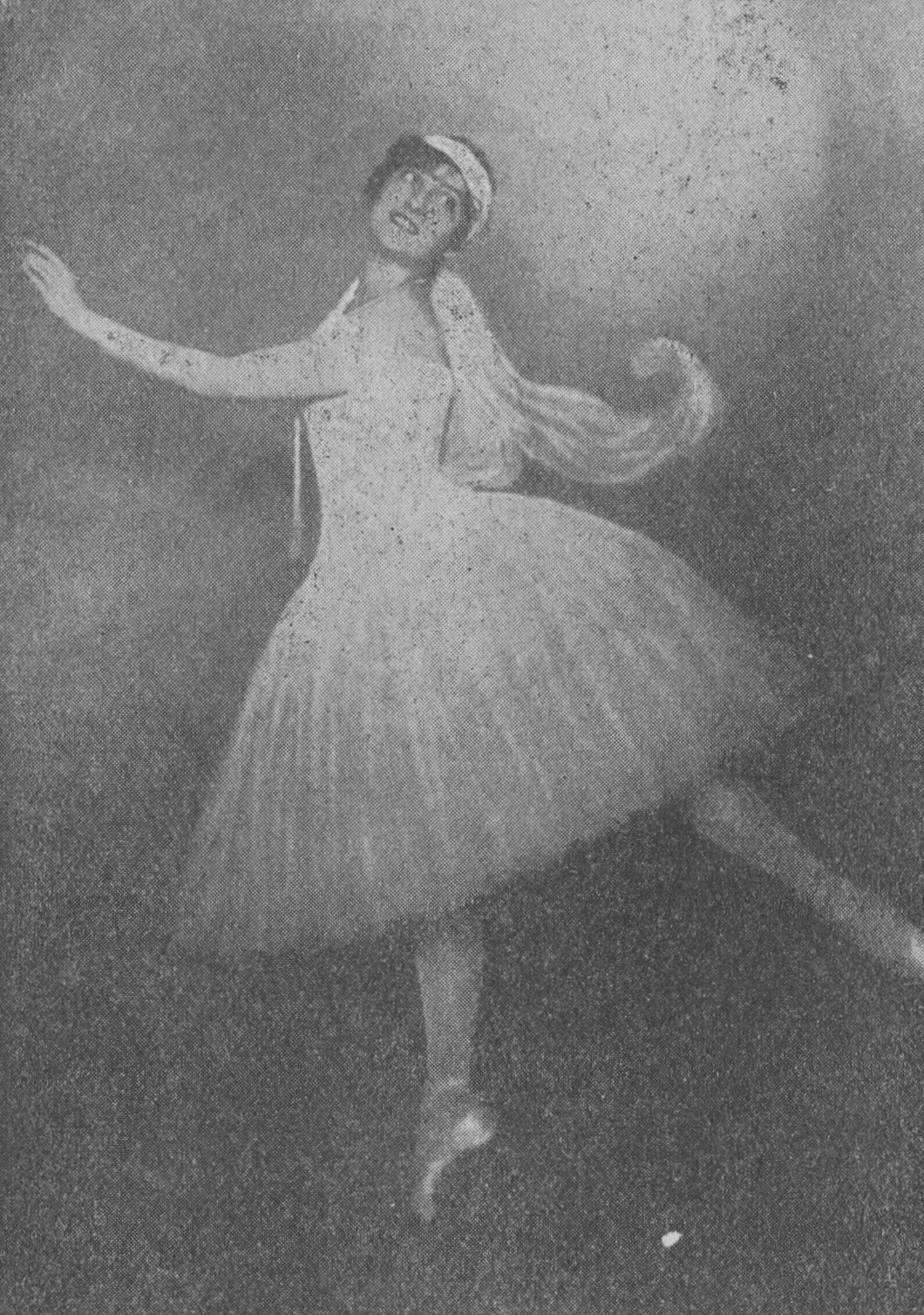
Riki Raab, um 1924

Friederike „Riki“ Raab, bürgerlich Friederike Anton, geborene Raab (* 15. Januar 1899 in Wien; † 29. Mai 1997 ebenda), war eine österreichische Tänzerin, Musikschriftstellerin und Essayistin.

## Leben
Raab besuchte als Kind bis 1910 die Ballettschule der Wiener Staatsoper und erhielt gleichzeitig Gesangsunterricht. Von 1910 bis 1933 arbeitete sie als Ballett-Tänzerin an der Oper. Ihr Debüt als Tänzerin gab sie 1911 in der Titelrolle des Tanzpoems Nippes von Gregor von Pantasi (Musik: Josef Bayer; Choreografie: Joseph Hassreiter). Ihr Debüt als Sängerin war 1913 in Franz Liszts Die Legende der heiligen Elisabeth. 1918 folgte ein Vertrag als „Koryphäe“ (Erste Solotänzerin); ab 1921 war sie dort als Solotänzerin (Primaballerina) engagiert. Raab tanzte zahlreiche Solo-Rollen, u. a. in Klein Idas Blumen von Paul von Klenau, Liebeszauber (Originaltitel: El amor brujo) von Manuel de Falla, in der Ballettpantomime Don Juan von Christoph Willibald Gluck, Schlagobers von Richard Strauss, Les petits riens (Ballettpantomime) von Wolfgang Amadeus Mozart, Ma mère l’oye, Die Puppenfee, Die Prinzessin von Tragant von Oscar Straus und in Das lockende Phantom von Franz Salmhofer. Raab gab zahlreiche eigene Tanzabende und schuf auch selbst eigene Ballettchoreografien, u. a. Die Welt am Mond (Musik: Michael Haydn), Ein Jahr (Musik: Franz Schubert) und Der Spion (Musik: Franz Liszt). Sie gab Gastspiele u. a. in Spanien, Ägypten, Palästina, Holland und Belgien.
1925 spielte sie unter der Regie von Robert Wiene in einer Nebenrolle in dem Stummfilm Der Rosenkavalier, einer Verfilmung der gleichnamigen Oper von Richard Strauss, mit. 1930 widmete ihr die Manufaktur Augarten eine Porzellan-Tanzfigur, die bis heute hergestellt wird.
Von 1928 bis 1931 war Raab Ballettlehrerin am Konservatorium der Stadt Wien. Von 1938 bis 1952 war sie Professorin an der Wiener Musikakademie. Zu ihren Schülerinnen gehörten unter anderem Wera Goldman und Gerlinde Dill, die ehemalige Ballettmeisterin der Wiener Staatsoper und Choreografin des Wiener Neujahrskonzerts. Gemeinsam mit Dill rekonstruierte Riki Raab, die als künstlerische Beraterin bis ins hohe Alter aktiv blieb, 1983 für die Wiener Staatsoper die Originalfassung des Balletts Die Puppenfee.
Gleich nach dem Zweiten Weltkrieg hielt Raab, die auch ein Musik- und Sprachstudium absolviert hatte, 1946 im zerstörten Wien Vorträge über berühmte Ballettkünstler der Wiener Staatsoper. Außerdem war sie Mitarbeiterin bei dem von Otto Schneider im Musikverlag Schott veröffentlichten Tanzlexikon. Weiters legte sie eine umfassende biographische Arbeit über die Tänzer des Wiener Opernballetts vor. 1952 erhielt sie den Berufstitel „Professor“.
Bei Tanzwettbewerben arbeitete sie als Jurorin. Im Sommer 1959 gehörte sie zur Jury des Wettbewerbs im Rahmen des Internationalen Jugend-Festivals, bei dem Rudolf Nurejew erstmals in Wien tanzte.
1960 stiftete sie den nach Fanny Elßler (1810–1884) als Äquivalent zum Iffland-Ring, den Theater-Schauspieler erhalten, benannten Fanny-Elßler-Ring, eine Auszeichnung, die an hervorragende österreichische Tanzkünstler vergeben wird. Bisherige Preisträger waren Edeltraud Brexner, Jolantha Seyfried und Dagmar Kronberger.
Riki Raab wurde auf dem Wiener Zentralfriedhof (63-14-13) bestattet.

## Auszeichnungen
- 1952 Ehrentitel Professor
- 1962 Goldenes Ehrenzeichen für Verdienste um die Republik Österreich
- 1966 Mozart-Medaille des Gesangsvereins der österreichischen Eisenbahn
- 1969 Silberne Ehrenmedaille der Bundeshauptstadt Wien
- 1972 Bronzemedaille des Vereins für Geschichte der Stadt Wien
- 23. Januar 1979 Österreichisches Ehrenkreuz für Wissenschaft und Kunst
- 7. Februar 1989 Österreichisches Ehrenkreuz für Wissenschaft und Kunst I. Klasse
- 1997 Goldene Medaille des Vereins für Geschichte der Stadt Wien

## Werke
- Biographischer Index des Wiener Opernballetts von 1631 bis zur Gegenwart. Hollinek, Wien 1994.
- Fanny Elssler. Bergland Verlag, Wien 1962.
- Kleines Lexikon für das Ballett. Volkskunst-Verlag, Berlin [1941].